# والنتین گالف
والنتین گالف (بلغاری: Валентин Пламенов Галев؛ زادهٔ ۱ ژانویهٔ ۱۹۸۴) بازیکن فوتبال اهل بلغارستان است.
از باشگاه‌هایی که در آن بازی کرده است می‌توان به باشگاه فوتبال بوتو پلوودیو و باشگاه فوتبال لوکوموتیو صوفیه اشاره کرد.